# Atoyac de Álvarez
Atoyac de Álvarez – miasto w Meksyku, w stanie Guerrero.